# Olindo Bitetti
Olindo Bitetti (Caserta, 6 maggio 1886 – Caserta, 22 maggio 1973) è stato un pallanuotista, calciatore, giornalista, e dirigente sportivo italiano, tra i primi soci-fondatori della S.P. Lazio nel 1900.

## Biografia

Alcuni atleti di varie società romane, tra cui Bitetti (alla destra del podista Giuseppe Valle, posto sotto la prima bandierina a sinistra) in veste di atleta della Società Podistica Lazio, insieme anche ad altri biancocelesti.

Uno dei primi membri della Polisportiva S.S. Lazio, si dice che fu proprio lui a suggerire il nome e i colori della nascente società. Nel 1909 Bitetti viene eletto come primo presidente del Comitato Regionale della Lega Dilettanti. Durante la prima guerra mondiale fu inviato al fronte con il grado di sottotenente e si distinse come pilota di aerei da combattimento, venendo promosso a tenente. Nel novembre 1918 partecipò al mitragliamento delle truppe austriache in ritirata lungo il Tagliamento e fu decorato con la medaglia di bronzo al valor Militare. Dopo la morte di Costanzo Chauvet nel 1918, Bitetti divenne direttore de Il Popolo romano, quotidiano che era stato molto influente nei decenni finali dell'Ottocento, ma che era caduto in disgrazia dopo lo scandalo della Banca Romana. Il Popolo romano cessò le pubblicazioni nel 1922 e Bitetti ne fu l'ultimo direttore. In quegli anni collaborò anche con La Gazzetta dello Sport. Nel 1923 divenne il primo presidente del Circolo Canottieri Lazio. Tra il 1937 e il 1940 ricoprì il ruolo di presidente della Federazione Italiana Nuoto. Ha ricevuto la Stella d'oro al merito sportivo nel 1970.

## Carriera

### Pallanuotista
Gioca nella sezione Nuoto nei primi anni di attività della Polisportiva biancoceleste.

### Calciatore
Gioca come centrocampista nei primi anni della Lazio. Fa parte della rosa biancoceleste che il 15 maggio 1904 ha la meglio per 3-0 sulla C.S. Virtus, gara considerata, seppur ufficiosamente, come il primo Derby romano.

### Giornalista
Bitetti fu corrispondente per «La Gazzetta dello Sport» e fu l'ultimo direttore del quotidiano «Il Popolo romano».

### Dirigente
Ha ricoperto diverse cariche presidenziali, come quella del Circolo Canottieri Lazio, di cui fu ideatore e primo presidente nel 1923, per poi diventare nel 1925 reggente, insieme a Gerardo Branca, della Polisportiva Lazio, nonché presidente ad interim della sezione calcio biancoceleste per pochi mesi nel 1938. Nel 1959 fu eletto Presidente Generale del sodalizio biancoceleste. Molto attivo lo è stato anche per le sezioni Nuoto e Pallanuoto, avendone fatto parte già come atleta.

## Onorificenze
- Stella d'oro al Merito Sportivo

## Opere
- Salti, voli e passioni di aquilotti. Avventure fuori nido (1918)